# Roche-Saint-Secret-Béconne
Roche-Saint-Secret-Béconne is een gemeente in het Franse departement Drôme (regio Auvergne-Rhône-Alpes) en telt 358 inwoners (2008). De plaats maakt deel uit van het arrondissement Nyons.

## Geografie
De oppervlakte van Roche-Saint-Secret-Béconne bedraagt 34,8 km², de bevolkingsdichtheid is 10,3 inwoners per km².

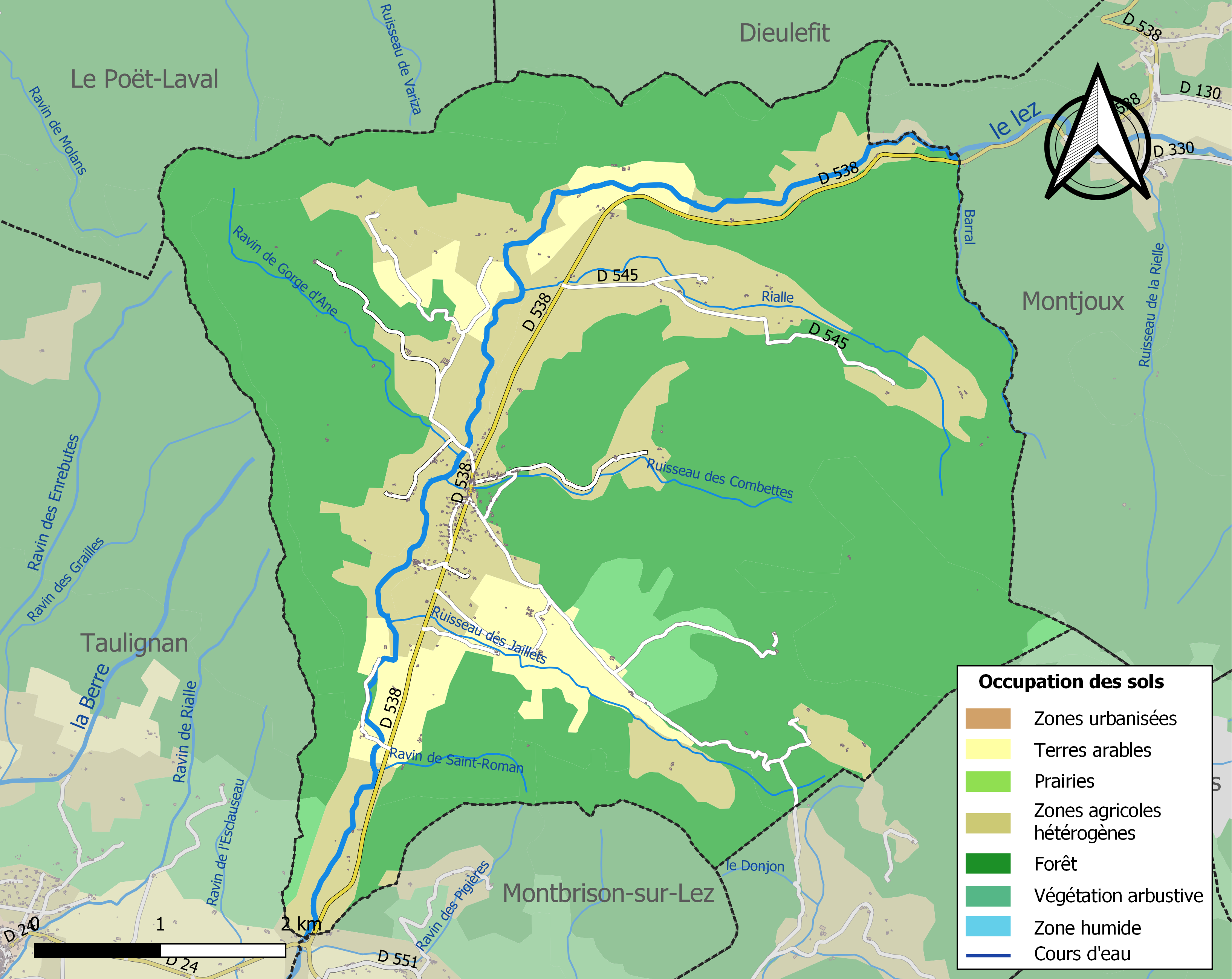
Kaart van de gemeente met belangrijkste infrastructuur, bodemgebruik en omliggende gemeenten

## Demografie
Onderstaande figuur toont het verloop van het inwonertal (bron: INSEE-tellingen).

1. ↑  Populations de référence 2022.